# Spannungsmessgerät
Ein Spannungsmessgerät (auch als Spannungsmesser oder umgangssprachlich als Voltmeter bezeichnet) dient zur Messung elektrischer Spannungen. 
Bei der Messung wird die Messgröße in eine Anzeige ihres Vielfachen der Einheit Volt umgeformt. Das Spannungsmessgerät besteht aus dem eigentlichen Messwerk bzw. der Messelektronik, einer Anzeige und gegebenenfalls einem Vorwiderstand oder Spannungsteiler zur Anpassung des Messbereiches. Für Laboranwendungen gibt es umschaltbare Vielfachmessgeräte mit mehreren Messbereichen und für weitere Messgrößen, die als Multimeter bezeichnet werden.
Für industrielle Anwendungen gibt es anzeigelose Messeinrichtungen.

Schaltzeichen eines Spannungsmessers. Der Buchstabe V im Innern des Kreises ist an die Einheit der Spannung Volt angelehnt.

## Ausführungsformen

### Digitale Messgeräte

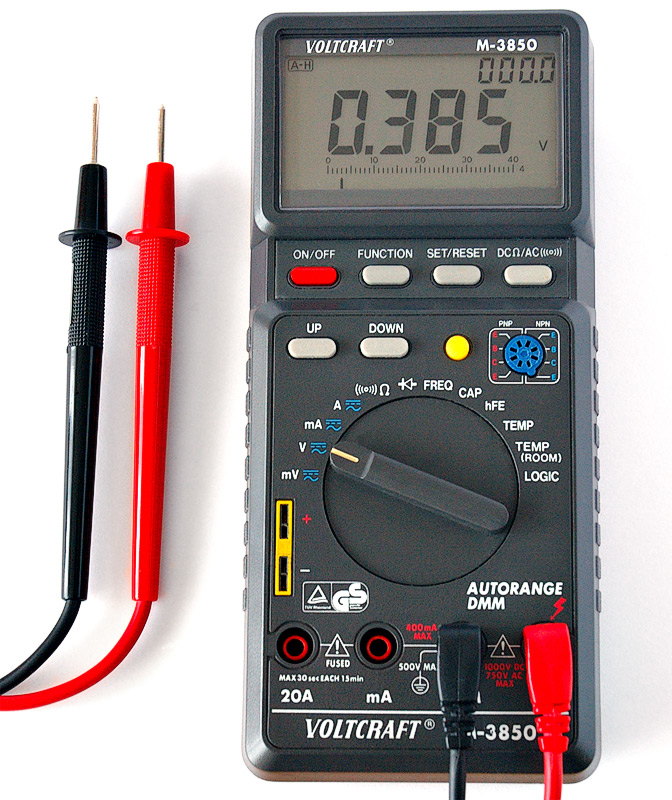
Digitales Vielfachmessgerät

Bei den heute üblichen digitalen Spannungsmessgeräten wird die Spannung direkt in Ziffernform angezeigt. Die zu messende analoge Spannung wird hochohmig abgegriffen (Parallelschaltung) und mittels Analog-Digital-Umsetzer in ein digitales Signal umgesetzt, welches die numerische Anzeige steuert.
Der Vorteil der digitalen Spannungsmessgeräte liegt in deren mechanischer Unempfindlichkeit, leichten Ablesbarkeit der Anzeige, Betriebmöglichkeit in allen räumlichen Lagen, höheren Messgenauigkeit, wesentlich höheren Eingangswiderständen, insbesondere bei kleinen Spannungs-Messbereichen, und geringeren Herstellungskosten. Weiter bieten viele digitale Multimeter eine automatische Bereichswahl, und sie können neben Gleichspannung auch Wechselspannung oder Mischspannung – häufig mit einer Effektivwerterfassung – messen.
Der Nachteil numerisch anzeigender Messgeräte liegt darin, dass zeitliche Verläufe nicht so gut verfolgt werden können. Daher bieten manche digitale Spannungsmessgeräte auch eine Skalenanzeige in Form eines Bargraphs oder eines grafisch dargestellten Zeigers im Anzeigefeld (schwach zu erkennen im Bild des Vielfachmessgeräts unter dem Ziffernfeld). Die Auflösung der numerischen Anzeige ist auf 1 Digit beschränkt; siehe hierzu Digitale Messtechnik und Digitalmultimeter.

### Analoge Messgeräte

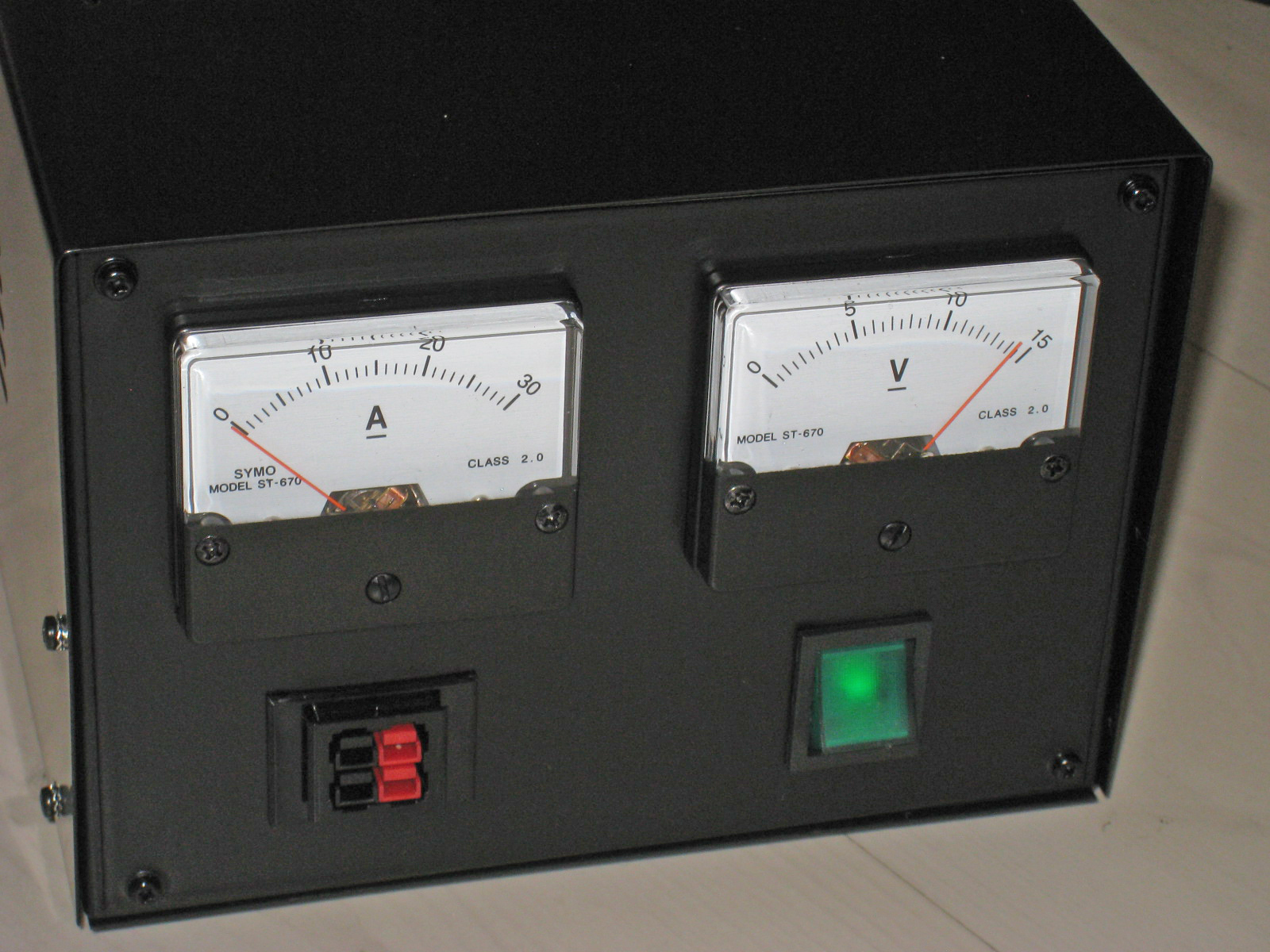
Strom- und Spannungsmesser an einem Netzgerät

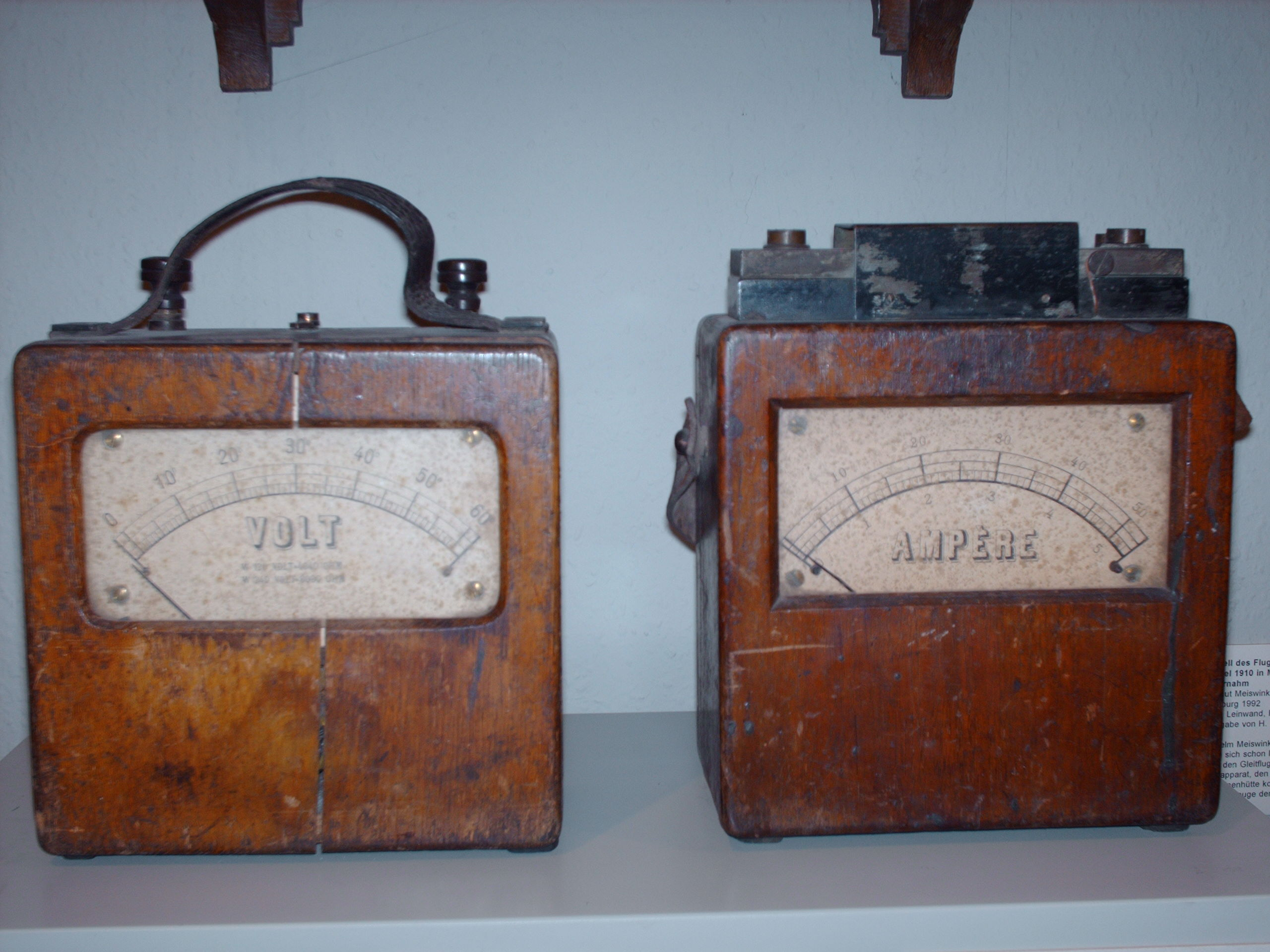
Historische Spannungs- und Strommessgeräte (um 1920)

#### Elektrostatische Messwerke
Bei einem elektrostatischen Spannungsmessgerät führt die Spannung ohne Stromfluss zu einem Zeigerausschlag. Die mechanische Kraft entsteht durch die Abstoßung gleichnamiger oder Anziehung ungleichnamiger Ladungen. Der einfachste elektrostatische Spannungsmesser ist das Elektroskop und wurde vor allem zur Messung von höheren Gleichspannungen eingesetzt. Genauere Messgeräte besaßen drei Elektroden, von denen eine ein beweglich gelagertes Blech zwischen den beiden anderen Elektroden war. Die Spannung wurde je an beide feststehenden Elektroden sowie mit einem Pol an die bewegliche angeschlossen. Die Geräte besitzen oft einen Lichtzeiger (Anzeigeprinzip des Spiegelgalvanometers, das aber nicht zu den elektrostatischen Messgeräten zählt). Sie sind auch für Wechselspannung geeignet.

#### Dreheisen- und Drehspulmesswerke
Hierbei erfolgt die Spannungsmessung über den Umweg der Messung eines Stromes (siehe Strommessgerät), der durch den Widerstand der Antriebsspule, eventuell ergänzt um einen Vorwiderstand, proportional zur Spannung ist. Das Gerät misst also mit seinem Zeigerausschlag eigentlich einen Strom, aber die Skale ist mit den entsprechenden Spannungswerten beschriftet. Beim Drehspulmesswerk erzeugt die Lorentzkraft den Zeigerausschlag. Beim Dreheisenmesswerk ist es die magnetische Abstoßung von Eisenteilen, die sich im Inneren einer feststehenden Spule befinden. Drehspulmessgeräte besitzen immer einen Vorwiderstand, Dreheisenmesswerke oft nicht – bei diesen kann die Spule ausreichend hochohmig ausgeführt werden. Drehspulmessgeräte messen den polaritätsrichtigen Mittelwert; um Wechselspannung zu messen, müssen sie einen Messgleichrichter besitzen. Dreheisenmesswerke messen den Effektivwert; sie benötigen keinen Gleichrichter. Messgeräte mit diesen Messwerken werden in der Regel auf der Skale mit einer Genauigkeitsklasse gekennzeichnet.
Jedes Drehspul- oder Dreheisenmesswerk hat einen maximalen Ausschlag (Vollausschlag) bei einer maximalen Stromstärke Imax. Zugleich besitzt es einen Eigenwiderstand (Innenwiderstand Ri), das heißt, bei Vollausschlag liegt am Messwerk eine Maximal-Spannung an (Umax = Ri ∙Imax). Für weitere Messbereiche wird es über zuschaltbare Vorwiderstände betrieben, siehe unter Analogmultimeter. Bei Überschreiten der maximalen Spannung können das Messwerk oder die Vorwiderstände überlastet werden. Für Messgeräte mit einem Klassenzeichen ist eine zulässige Überlastbarkeit durch Normung festgelegt.

#### Elektrofeldmeter
Zur berührungslosen Messung eignen sich Elektrofeldmeter, die primär zur Messung der elektrischen Feldstärke dienen. Bei definierter Messentfernung zu einem Objekt können sie als Spannungsmessgeräte verwendet werden.

#### Röhrenvoltmeter
Röhrenvoltmeter sind Spannungsmessgeräte, welche mit Elektronenröhren ausgestattet sind und einen wesentlich höheren Eingangswiderstand haben, als zu ihrer Zeit sonst möglich gewesen ist (üblich waren 10 oder 20 MΩ). Sie sind in den 1970er und 1980er Jahren vollständig durch digitale Messgeräte ersetzt worden, die mit einem Elektrometerverstärker (Operationsverstärker mit JFET- oder MOS-Eingang) ausgestattet sind.

### Messumformer
In der industriellen Messtechnik bzw. Automatisierungstechnik verwendet man keine anzeigenden Messgeräte, sondern Messumformer, die ein normiertes elektrisches Signal zur zentralen Verarbeitung liefern. Dieses kann analog-technisch ein Einheitssignal sein, etwa als 4 … 20 mA. Es kann auch ein digitales Ausgangssignal zur Übermittlung über eine Datensammelleitung sein, die Bus, in diesem Zusammenhang Feldbus genannt wird. Diese Messgeräte mit digitalem Messsignal am Ausgang heißen dann auch Messumsetzer.
Als Messumformer zur Messbereichsanpassung und zur Potentialtrennung bei hohen Wechselspannungen sind Spannungswandler (spezielle Messtransformatoren) im Einsatz. Der Nennwert der Ausgangsspannung liegt bevorzugt bei 100 V.

### Kompensator
Zu Präzisionsmessungen und zur Messung ohne jegliche Strombelastung des Messobjektes (jedenfalls bei Abgleich) eignen sich Spannungs-Kompensatoren (siehe auch Kompensationsprinzip). Sie werden allerdings durch elektronische Geräte mit vergleichbarer Qualifikation verdrängt.

## Benutzung
Der Spannungsmesser wird mit den zwei Punkten einer Schaltung verbunden, zwischen denen die Spannung gemessen werden soll. Wenn man die Spannung messen will, die über einem Bauteil oder Messobjekt abfällt, wird der Spannungsmesser dazu parallel geschaltet. Dieses kann für kurze Tests mit Prüfspitzen geschehen, ohne dass dazu in die Schaltung eingegriffen werden muss. Daher ist die Spannungsmessung die häufigste Form der elektrischen Kontrolle. Strommesswerte können oft indirekt aus einer Spannungsmessung gewonnen werden, wenn der Wert des Widerstandes R bekannt ist, über dem gemessen wird (Stromstärke I = U/R mit U = gemessene Spannung).
Bei digitalen Spannungsmessgeräten ist der Innenwiderstand sehr hoch und es wird generell nur sehr wenig Leistung im Messgerät thermisch umgesetzt. Bei Überschreitung des Messbereichsendwertes wird je nach Ausführung automatisch über einen mehrstufigen Spannungsteiler in den nächsthöheren Messbereich umgeschaltet oder die Überschreitung in der Anzeige sichtbar gemacht.
Eine aus Gründen der Sicherheit maximal zulässige Spannung liegt meist im Bereich 700 V bis 1000 V und ist teilweise auf dem Messgerät aufgedruckt, teilweise in der Gebrauchsanweisung angegeben.

## Messbereichsanpassung, Fehler durch Eigenverbrauch

### Ideales Messgerät vs. reales Messgerät

Ersatzschaltbild für das reale Spannungsmessgerät

Ein ideales Messgerät hat keinen Eigenverbrauch aus dem Messobjekt; das bedeutet, dass beim Spannungsmessgerät der Innenwiderstand unendlich groß sein muss. Real nimmt es jedoch einen Strom auf wie ein ohmscher Widerstand. Dieses kennzeichnet man im Ersatzschaltbild durch eine Parallelschaltung des idealen Messgerätes mit seinem Innenwiderstand. Historisch gewachsen – bedingt durch das lange Zeit übliche Drehspulmesswerk – wird noch teilweise eine Reihenschaltung gezeichnet. Dann muss – wenn das Schaltzeichen für ein ideal verlustloses Messgerät stehen soll – dessen Widerstand den Wert Null haben, was aber mit einer Kennzeichnung als Spannungsmessgerät nicht vereinbar ist.

### Bei Geräten mit Drehspulmesswerk

Messbereichserweiterung für Spannungen bei Drehspul-Messwerk

Um ein Drehspul-Spannungsmessgerät an den gewünschten Messbereich anzupassen, wird es mit einem geeigneten  Vorwiderstand Rv in Reihe geschaltet. Von der bei Messbereichsendwert messbaren Spannung UMBE entfällt dann ein Teil Umax auf das Messwerk, der Rest Uv = UMBE - Umax auf den Vorwiderstand.
BeispielDas Messwerk habe einen Widerstand Rm = 750 Ω und schlage beim Maximalstrom Imax = 200 µA bis zum Endwert der Skale aus. Es soll in einem Spannungsmessgerät für den Messbereich UMBE = 10 V verwendet werden. Über dem Messwerk liegt bei Vollausschlag die Spannung Umax = Rm · Imax = 750 Ω · 0,200 mA = 150 mV. Es muss also Uv = 10,00 V – 0,15 V = 9,85 V am Vorwiderstand liegen. Da auch durch ihn der Strom von 200 µA fließt, berechnet sich hieraus Rv = Uv/Imax = 9,85 V/0,2 mA = 49,25 kΩ. Der Gesamtwiderstand der Reihenschaltung (Innenwiderstand RU des Messgerätes) beträgt dann RU = Rv + Rm = 50,00 kΩ.
Bei Multimetern auf Drehspul-Basis ist Imax meistens eine für alle Messbereiche gültige Konstante, oder andersherum ist der Innenwiderstand in jedem Bereich ein anderer, – umso größer, je größer der Messbereich. Zur leichten Berechnung des Innenwiderstandes wird bei Spannungsmessern ein spannungsbezogener Widerstand ρ = 1/Imax angegeben und zwar in Ω/V (Ohm pro Volt), ebenfalls als Konstante für alle Messbereiche. Diese Angabe ist mit dem jeweiligen Messbereichsendwert zu multiplizieren, um den tatsächlichen Innenwiderstand zu erhalten.
BeispielDas oben berechnete Messgerät hat einen Messwerkwiderstand von 750 Ω bei einem Messbereich von 150 mV. Daraus folgt ρ = 750 Ω/150 mV = 5,00 kΩ/V. Wenn man es für einen Messbereich von 10 V einsetzt, hat es demnach den Widerstand RU = ρ · UMBE = 5 kΩ/V · 10 V = 50 kΩ, wie oben auf anderem Wege berechnet.

Spannungsmessung in einer Schaltung
Ersatzspannungsquelle dazu

Der Umstand, dass durch das Spannungsmessgerät der für die Messung bestimmende Strom fließt, führt dazu, dass jede Messung die ursprünglichen Verhältnisse am Messobjekt verfälscht, da zur Messung ein (zusätzlicher) Strom entnommen wird. Daher sollte dieser möglichst klein gehalten werden, d. h. der Widerstand des Spannungsmessers RU sollte möglichst hoch sein.
Soll im gezeigten Bild in der oberen Schaltung die an R1 abfallende Spannung U1 gemessen werden, so ist zu beachten, dass die Quelle dieser Spannung einen Quellenwiderstand Rq = R1||R2 aufweist. (Hinweis: Die Quelle von U0 hat als ideale Spannungsquelle den Quellenwiderstand null.) Die im Bild untere Schaltung ist elektrisch gleichwertig zur oberen. Wird daran das Messgerät angeschlossen, so erhält man statt U1 einen kleineren Messwert Um , weil Rq und RU einen Spannungsteiler bilden. Die dadurch entstehende Rückwirkungsabweichung beträgt, angegeben als relative Messabweichung f,
{\displaystyle f={\frac {U_{m}-U_{1}}{U_{1}}}={\frac {R_{U}}{R_{q}+R_{U}}}-1={\frac {-R_{q}}{R_{q}+R_{U}}}}
BeispielMit Rq = 5 kΩ und RU = 50 kΩ: fällt durch die Stromaufnahme des Spannungsmessers im Inneren der Spannungsquelle an Rq eine Teilspannung ab im Verhältnis der Widerstände 5 kΩ/(5 kΩ + 50 kΩ) = 9 %; der Messwert wird mit einer relativen Messabweichung von – 9 % bestimmt.

### Bei digital-elektronischen Geräten

Messbereichserweiterung bei digital-elektronischem Messgerät

Bei digitalen Spannungsmessgeräten ist die Bereichserweiterung mit einem Vorwiderstand nicht üblich; der Innenwiderstand bei diesen Messgeräten liegt typisch bei 1 bis 20 MΩ in allen Bereichen; Standard ist 10 MΩ. Vielmehr verwendet man hier Spannungsteiler; bei Multimetern ist dieser intern eingebaut. Durch den hohen Innenwiderstand tritt auch das Problem der Rückwirkungsabweichung (Schaltungseinflussfehler) nicht in demselben Umfang auf wie bei Drehspul-Spannungsmessern.
Der Nachteil eines solch hohen Innenwiderstandes ist, dass die Spannungsanzeige bei Messungen an nicht angeschlossenen Schaltungsteilen nicht eindeutig ist; sie wird dann von Feldern der Umgebung beeinflusst, die den Schaltungsteil (zum Beispiel eine abgeschaltete oder unterbrochene Leitung oder auch nur die nicht angeschlossene Messleitung) durch Influenz oder Induktion umladen.
BeispielWenn das Messgerät einen Innenwiderstand von 10 MΩ hat und die Quelle 5 kΩ, geht von der zu messenden Spannung der Anteil 5 kΩ/(5 kΩ + 10 MΩ) = 0,5 ‰ am Quellenwiderstand verloren. Diese systematische Messabweichung von – 0,5 ‰ liegt im Bereich der oder unterhalb der Messgeräte-Fehlergrenzen und kann meist vernachlässigt werden.